# مالیک فال (شناگر)
مالیک فال (به انگلیسی: Malick Fall) (زادهٔ ۱۱ دسامبر ۱۹۸۵) شناگر اهل سنگال است.